# Corybas fornicatus
Corybas fornicatus är en orkidéart som först beskrevs av Carl Ludwig von Blume, och fick sitt nu gällande namn av Heinrich Gustav Reichenbach. Corybas fornicatus ingår i släktet Corybas, och familjen orkidéer. Inga underarter finns listade i Catalogue of Life.